# Хуна (Аљаска)
Хуна (енгл. Hoonah) град је у америчкој савезној држави Аљаска.

## Демографија
По попису из 2010. године број становника је 760, што је 100 (-11,6%) становника мање него 2000. године.
| Група             | 2000.       | 2010.       |
| Белци             | 240 (27,9%) | 239 (31,4%) |
| Афроамериканци    | 2 (0,2%)    | 3 (0,4%)    |
| Азијати           | 1 (0,1%)    | 4 (0,5%)    |
| Хиспаноамериканци | 31 (3,6%)   | 23 (3,0%)   |
| Укупно            | 860         | 760         |